# Storflotjärnen (Bodsjö socken, Jämtland, 697383-145184)
Storflotjärnen är en sjö i Bräcke kommun i Jämtland och ingår i Ljungans huvudavrinningsområde.